# 『幽』文学賞
『幽』文学賞（ゆうぶんがくしょう）は、株式会社KADOKAWAのブランドカンパニーである角川書店が主催する怪談文芸の公募新人文学賞である。旧称は『幽』怪談文学賞。
2015年12月17日、第10回をもって終了することが発表された。

## 概要・沿革
怪談専門誌『幽』（KADOKAWA発行）の怪談文芸専門文学賞として、2006年に創設された。第1回の募集要項告知は『幽』第4号に掲載された。以後、年に一度公募され、受賞作の発表は『幽』誌上で行われる。長編部門と短編部門があり、大賞受賞者には正賞のオリジナル青行灯および副賞として長編部門30万円、短編部門20万円が贈られる。オリジナル青行灯は、日本物怪観光の天野行雄制作の一点物で、毎回受賞作のモチーフに合わせて、1つ1つ手作りされている。長編部門の大賞受賞作は幽ブックスより単行本として出版され、短編部門の大賞受賞作は『幽』に掲載される。第10回の短編賞受賞作「やみ窓」（篠たまき）のみ『幽』に掲載されていない。
第1回から第8回までは、『幽』怪談文学賞という名称で開催された。第9回から名称が『幽』文学賞に変更された。主催は、第1回から第8回までは、株式会社メディアファクトリー ダ・ヴィンチ編集部、第9回は、株式会社KADOKAWA メディアファクトリー ダ・ヴィンチ編集部、第10回は、株式会社KADOKAWA 角川書店 『幽』編集部。

## 選考委員
- 岩井志麻子
- 京極夏彦
- 高橋葉介
- 南條竹則
- 東雅夫
- 木原浩勝（第1回 - 第5回）

## 受賞作一覧
| 回（年）         | 部門 | 賞         | 受賞作                          | 受賞者       | 刊行                                                  |
| ---------------- | ---- | ---------- | ------------------------------- | ------------ | ----------------------------------------------------- |
| 第1回（2006年）  | 長編 | 大賞       | 「夜は一緒に散歩しよ」          | 黒史郎       | 2007年5月、幽ブックス                                 |
| 第1回（2006年）  | 長編 | 優秀賞     | 「七面坂心中」                  | 水沫流人     | 2007年5月、幽ブックス                                 |
| 第1回（2006年）  | 短編 | 大賞       | 「るんびにの子供」              | 宇佐美まこと | 『るんびにの子供』2007年5月、幽ブックス               |
| 第2回（2007年）  | 長編 | 特別賞     | 「遊郭（さと）のはなし」        | 長島槇子     | 2008年5月、幽ブックス                                 |
| 第2回（2007年）  | 短編 | 大賞       | 「あちん」                      | 雀野日名子   | 2008年5月、幽ブックス                                 |
| 第2回（2007年）  | 短編 | 優秀賞     | 「竜岩石」                      | 勝山海百合   | 『竜岩石とただならぬ娘』2008年8月、MF文庫ダ・ヴィンチ |
| 第3回（2008年）  | 長編 | 受賞作なし | 受賞作なし                      | 受賞作なし   | 受賞作なし                                            |
| 第3回（2008年）  | 短編 | 大賞       | 「枯骨の恋」                    | 岡部えつ     | 2009年6月、幽ブックス                                 |
| 第4回（2009年）  | 長編 | 大賞       | 受賞作なし                      | 受賞作なし   | 受賞作なし                                            |
| 第4回（2009年）  | 長編 | 佳作       | 「蛸地蔵」                      | 藤原葉子     | 『蛸比丘尼』2012年7月、青松書院                       |
| 第4回（2009年）  | 短編 | 大賞       | 「おじゃみ」                    | 神狛しず     | 『京都怪談 おじゃみ』2010年5月、幽ブックス            |
| 第4回（2009年）  | 短編 | 大賞       | 「住処」                        | 谷一生       | 『富士子 島の怪談』2010年5月、幽ブックス              |
| 第4回（2009年）  | 短編 | 佳作       | 「葦の原 ありふれた死の舞踏」   | 金子みずは   |                                                       |
| 第5回（2010年）  | 長編 | 大賞       | 「捻じれた手」                  | 三輪チサ     | 『死者はバスに乗って』2011年5月、幽ブックス           |
| 第5回（2010年）  | 長編 | 佳作       | 「だいこくのねじ」（改稿版）    | 靍井通眞     |                                                       |
| 第5回（2010年）  | 短編 | 大賞       | 「不幸大王がやってくる」        | 金魚屋       |                                                       |
| 第5回（2010年）  | 短編 | 佳作       | 「おいでるかん」                | 仲町六絵     |                                                       |
| 第5回（2010年）  | 短編 | 佳作       | 「蟹の国」                      | 有井聡       |                                                       |
| 第6回（2011年）  | 長編 | 大賞       | 受賞作なし                      | 受賞作なし   | 受賞作なし                                            |
| 第6回（2011年）  | 長編 | 佳作       | 「壷中遊魚」                    | 沙木とも子   |                                                       |
| 第6回（2011年）  | 長編 | 佳作       | 「奇譚百話綴り」                | 内藤了       |                                                       |
| 第6回（2011年）  | 短編 | 大賞       | 「鳥のうた、魚のうた」          | 小島水青     | 『鳥のうた、魚のうた』2012年6月、幽ブックス           |
| 第7回（2012年）  | 長編 | 大賞       | 受賞作なし                      | 受賞作なし   | 受賞作なし                                            |
| 第7回（2012年）  | 長編 | 奨励賞     | 「霜月の花」                    | 内藤了       |                                                       |
| 第7回（2012年）  | 短編 | 大賞       | 受賞作なし                      | 受賞作なし   | 受賞作なし                                            |
| 第7回（2012年）  | 短編 | 準大賞     | 「地蔵の背」                    | 織江         | 『地蔵の背/埃家』2013年5月、幽ブックス                |
| 第7回（2012年）  | 短編 | 準大賞     | 「埃家」                        | 剣先あおり   | 『地蔵の背/埃家』2013年5月、幽ブックス                |
| 第7回（2012年）  | 短編 | 佳作       | 「置いてけ堀」                  | 小林義彦     |                                                       |
| 第7回（2012年）  | 短編 | 佳作       | 「奇妙な孤独・他三篇」          | 殿井歩       |                                                       |
| 第8回（2013年）  | 長編 | 大賞       | 「天竺」                        | 石川緑       | 『常夜』2014年5月、幽ブックス                         |
| 第8回（2013年）  | 長編 | 特別賞     | 「この世の富」                  | 添田小萩     | 『きんきら屋敷の花嫁』2014年4月、角川ホラー文庫       |
| 第8回（2013年）  | 長編 | 奨励賞     | 「顔剥ぎ観音」                  | 内藤了       |                                                       |
| 第8回（2013年）  | 短編 | 大賞       | 「そこはかさん」                | 沙木とも子   | 『そこはかさん』2014年5月、幽ブックス                 |
| 第9回（2014年）  | 長編 | 大賞       | 受賞作なし                      | 受賞作なし   | 受賞作なし                                            |
| 第9回（2014年）  | 長編 | 佳作       | 「五月は薄闇の内に 耕書堂奇談」 | 風花千里     |                                                       |
| 第9回（2014年）  | 長編 | 佳作       | 「黒落語」                      | 近藤五郎     |                                                       |
| 第9回（2014年）  | 長編 | 佳作       | 「因業羅漢谷」                  | 鷹尾東雨     |                                                       |
| 第9回（2014年）  | 長編 | 奨励賞     | 「彼女と地獄のはなし」          | 鵠東きみ     |                                                       |
| 第9回（2014年）  | 短編 | 大賞       | 「美しい果実」                  | 唐瓜直       | 『美しい果実』2015年5月、幽ブックス                   |
| 第9回（2014年）  | 短編 | 奨励賞     | 「いぬのかお」                  | 山野ねこ     |                                                       |
| 第9回（2014年）  | 短編 | 奨励賞     | 「須賀幌の市」                  | 並木将介     |                                                       |
| 第10回（2015年） | 長編 | 大賞       | 受賞作なし                      | 受賞作なし   | 受賞作なし                                            |
| 第10回（2015年） | 長編 | 奨励賞     | 「悪い月が昇る」                | 藤森計       |                                                       |
| 第10回（2015年） | 短編 | 大賞       | 「やみ窓」                      | 篠たまき     | 『やみ窓』2016年12月、KADOKAWA                        |
| 第10回（2015年） | 短編 | 佳作       | 「目出し帽の女」                | 蕎麦田       |                                                       |